# Нихат Алтънкая
Нихат Алпту Алтънкая (на турски: Nihat Alptuğ Altınkaya) е турски актьор и модел.

## Биография
Нихат Алтинкая е роден на 28 септември 1979 г. в Карабюк, Турция. Има две сестри. Играе волейбол в продължение на две години в гимназията „Карабюк Демир Челик“ и Спортния клуб на банката в Анкара, но напуска заради контузия. След гимназията работи като охрана на нощен клуб в Айвалък. След това се премества в Истанбул и участва в тренировки по бокс, докато работи в нощните клубове и участва в боксовия клуб на Фенербахче.
Става популярен с участието си в семейните сериали „Листопад“ и „Двама завинаги“.
Нихат Алтинкая е женен и има две дъщери.

## Филмография

### Филми
| Година | Заглавие             | Роля  |
| ------ | -------------------- | ----- |
| 2009   | Aşk Üçgeni           |       |
| 2010   | Turquaze             |       |
| 2010   | En Mutlu Olduğum Yer | Kemal |

### Сериали
| Година      | Заглавие                    | Роля           |
| ----------- | --------------------------- | -------------- |
| 2006        | 1001 нощ                    | Фуат           |
| 2007        | Двама завинаги              | Семих          |
| 2007        | Долината на вълците: Засада |                |
| 2009        | Мелодията на сърцето        | Умут           |
| 2009        | Листопад                    | Левент Тунджел |
| 2009 – 2010 | Kahramanlar                 | Мете           |
| 2010 – 2011 | Незабравима                 | Арас           |
| 2013        | Tozlu Yollar                | Фикрет         |
| 2013        | Справедливостта на Кара     | Синан Коджа    |
| 2014 – 2015 | Черна любов                 | Серхат         |
| 2015        | Кварталът на богатите       | Каан Мавидениз |
| 2015        | Черен хляб                  | Аслан          |
| 2016        | Висше общество              | Левент Каратай |
| 2017 – 2019 | Обещание                    | Ердем Коркмаз  |
| 2019        | Не пускай ръката ми         | Баръш Яман     |

|  | Тази страница частично или изцяло представлява превод на страницата Nihat Altınkaya в Уикипедия на турски. Оригиналният текст, както и този превод, са защитени от Лиценза „Криейтив Комънс – Признание – Споделяне на споделеното“, а за съдържание, създадено преди юни 2009 година – от Лиценза за свободна документация на ГНУ. Прегледайте историята на редакциите на оригиналната страница, както и на преводната страница, за да видите списъка на съавторите. ВАЖНО: Този шаблон се отнася единствено до авторските права върху съдържанието на статията. Добавянето му не отменя изискването да се посочват конкретни източници на твърденията, които да бъдат благонадеждни. |